# Blaža Pintarič
Blaža Pintarič (* 11. März 1980 in Selca als Blaža Klemenčič) ist eine ehemalige slowenische Mountainbikerin, die im Cross Country aktiv war.

## Sportlicher Werdegang
Die internationale Karriere von Pintarič begann im Jahr 2004, ihre Erfolge erzielte sie vorrangig im Mountainbike-Marathon. Bereits 2004 gewann sie den Titel bei den Mountainbike-Europameisterschaften und die Bronzemedaille bei den Mountainbike-Marathon-Weltmeisterschaften. Im Jahr 2015 wurde sie  Vize-Weltmeisterin, Dritte der Europameisterschaften und gewann ein Weltcup-Rennen im Marathon. 
Im Jahr 2008 nahm Pintarič an den Olympischen Sommerspielen in Peking teil und belegte den 21. Platz im Cross Country. Ihr 23. Platz bei den Olympischen Sommerspielen 2012 wurde nachträglich gestrichen.
Im September 2015 wurde Pintarič von der UCI vorläufig wegen einer Positivkontrolle auf EPO aus einer am 27. März 2012 genommenen Probe suspendiert. Im Mai 2016 verhängte die UCI eine zweijährige Sperre und alle vom 27. März bis zum 31. Dezember 2012 erzielten Ergebnisse wurden gestrichen. Eine beim Schiedsgericht für Sport eingelegte Berufung wurde im März 2017 zurückgewiesen.
2017 heiratete Pintarič ihren langjährigen Trainer und Partner und nahm dessen Namen an. Nach Ablauf ihrer Sperre kehrte Pintarič 2018 in den Wettkampfsport zurück und konzentrierte sich auf den MTB-Marathon. In der Saison 2019 gewann die Silbermedaille im Marathon sowohl bei den Welt- als auch Europameisterschaften. Seit der Saison 2022 wird sie nicht mehr in den Ergebnislisten der UCI geführt.

## Erfolge
| 2004 - Weltmeisterschaften – XCM - Europameisterin – XCM 2005 - Weltmeisterschaften – XCM - Europameisterschaften – XCM - Slowenische Meisterin – XCO - ein Weltcup-Erfolg – XCM 2006 - Slowenische Meisterin – XCO 2009 - Slowenische Meisterin – XCO 2010 - Slowenische Meisterin – XCO 2013 - Europameisterschaften – XCO - Slowenische Meisterin – XCO | 2014 - Slowenische Meisterin – XCO - ein Erfolg UCI-MTB-Marathon-Series 2015 - Europameisterschaften – XCO 2018 - Slowenische Meisterin – XCO 2019 - Weltmeisterschaften – XCM - Europameisterschaften – XCM - zwei Erfolge UCI-MTB-Marathon-Series 2020 - ein Erfolg UCI-MTB-Marathon-Series |